# Naumenkî, Șîșakî
Naumenkî (în ucraineană Науменки) este un sat în comuna Velîka Buzova din raionul Șîșakî, regiunea Poltava, Ucraina.

## Demografie
Componența lingvistică a localității Naumenkî
     Ucraineană (86,75%)
     Română (1,2%)
Conform recensământului din 2001, majoritatea populației localității Naumenkî era vorbitoare de ucraineană (86,75%), existând în minoritate și vorbitori de română (1,2%).